# Klaus-Michael Stephan

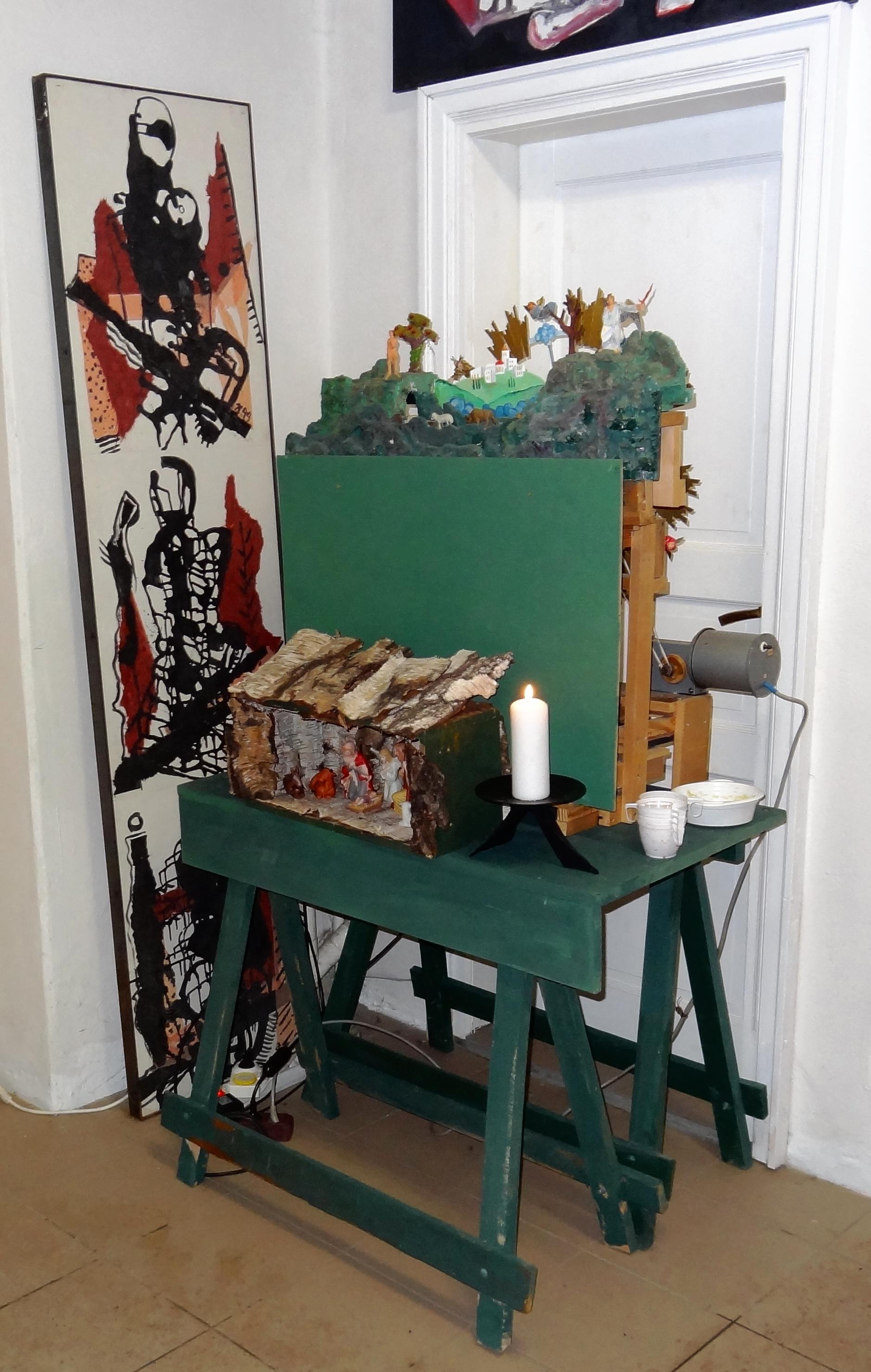
Im Flur der Schule in Fürstenau

Klaus-Michael Stephan (* 20. September 1941 in Breslau) ist ein deutscher Bildhauer, Maler und ehemaliger Hochschullehrer.

## Leben

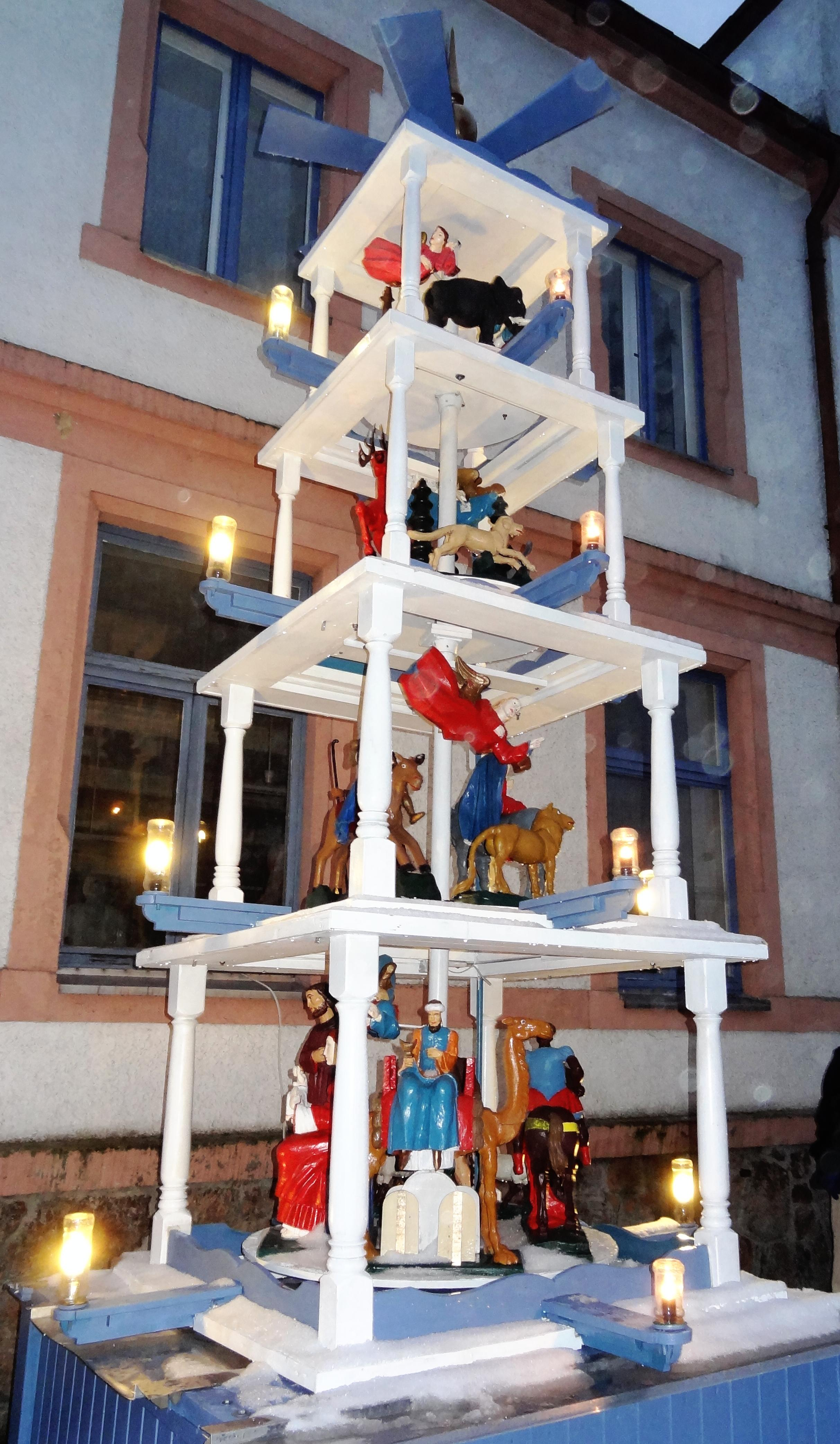
Pyramide der Künstlerfamilie Stephan vor der alten Schule, 2013

Von 1956 bis 1968 absolvierte Stephan eine Lehre als Holzbildhauer und arbeitete in Cottbus in diesem Beruf. Von 1968 bis 1973 studierte er in der Fachrichtung Plastik bei Gert Jaeger, Herbert Naumann und Helmut Schwager (1922–2021) an der Hochschule für Bildende Künste Dresden (HfBK). Nach einer Aspirantur bei Jaeger wurde er 1975 Assistent, später Oberassistent und Dozent an der HfBK. Von 1992 bis 2002 hatte er eine Professur. Seit seiner Emeritierung ist er als freischaffender Künstler tätig. Mit seiner Frau, der Bildhauerin Julia Stephan, erwarb er 2002 die Schule in Fürstenau, die sie zum Atelier und Ausstellungsraum umbauten. Vor der Schule stellen sie mehrere Holzskulpturen aus sowie eine selbstgestaltete Weihnachtspyramide. Am ersten Wochenende im Advent findet das alljährliche öffentliche Pyramideanschieben statt. Die Pyramide wird ständig erweitert, im Jahr 2013 um vier Figuren.
Stephan war bis 1990 Mitglied des Verbands Bildender Künstler der DDR.

## Werke in öffentlichen Sammlungen (Auswahl)
- Harlekin (Beton, farbig gefasst; Höhe: 70,5 cm, 1986; Kunstfonds des Freistaats Sachsen)[1]
- Zirkusreiter (Gips, Holz; 1987; Kunstfonds des Freistaats Sachsen)[2]
- Gestürztes Pferd (Eichenholz, Acrylfarbe, 1989; Skulpturensammlung Dresden)[3]
- Noli me tangere (Höhe: 280 cm; Skulpturensammlung Dresden)[4]

## Ausstellungen

### Einzelausstellungen
- 1988: Cottbus, Galerie Carl Blechen (mit Julia Stephan)
- 1990: Dessau, Museum Schloss Mosigkau (mit Julia Stephan)
- 2020/21: Dresden, Städtische Galerie (mit Constanze Deutsch)[5]

### Ausstellungsbeteiligungen
- 1974 Cottbus, Bezirkskunstausstellung
- 1977/78 und 1987/88: Dresden, VIII. und X. Kunstausstellung der DDR
- 1979 und 1985: Dresden, Bezirkskunstausstellungen
- 1982: Berlin, Traptower Park (Plastik und Blumen)
- 1983: Magdeburg („Junge Bildhauer der DDR“)
- 1986: Cottbus, Staatliche Kunstsammlungen („Bekenntnis und Tat“)
- 1987: Dresden, Galerie Rähnitzgasse („Wirklichkeit und Bildhauerzeichnung“)
- 1994: Galerie im Schloss Wendhausen. Gemeinsam mit Wolfgang Peuker. 26. September bis 10. November 1994

## DVD
- Gabriele Kontor: Künstler im Osterzgebirge. 2. Teil. Museum Dippoldiswalde, Dippoldiswalde 2007.